# Vasmeteorit

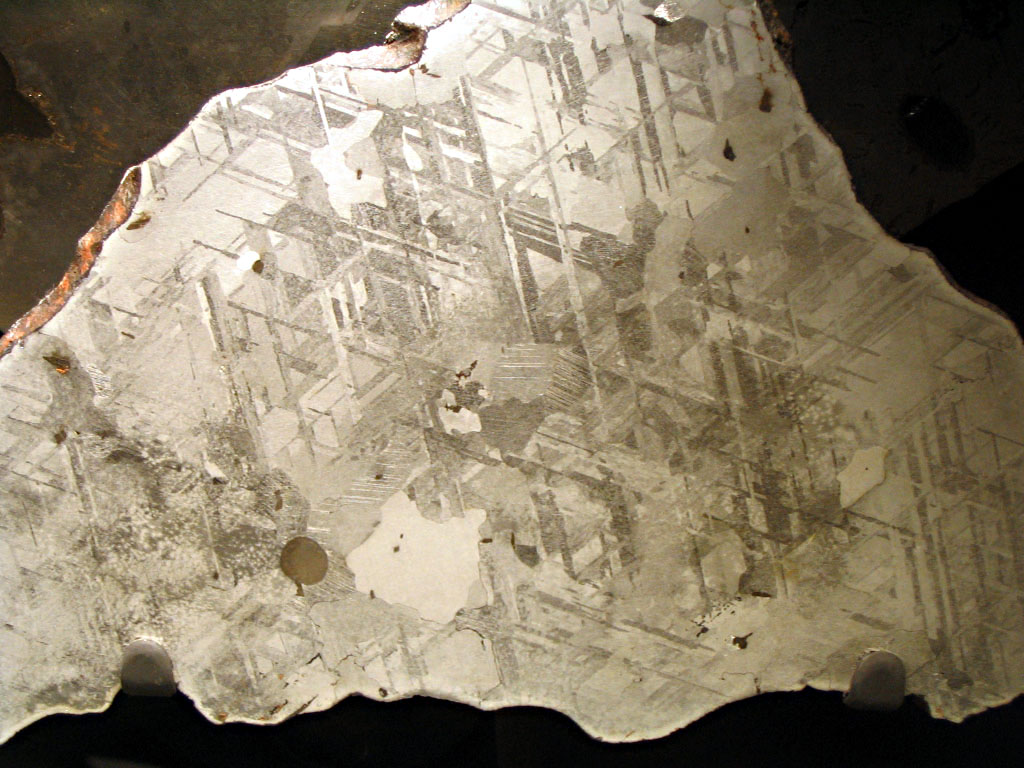
Vasmeteorit metszete, melyen jól megfigyelhetők a widmanstätten mintázat sávjai

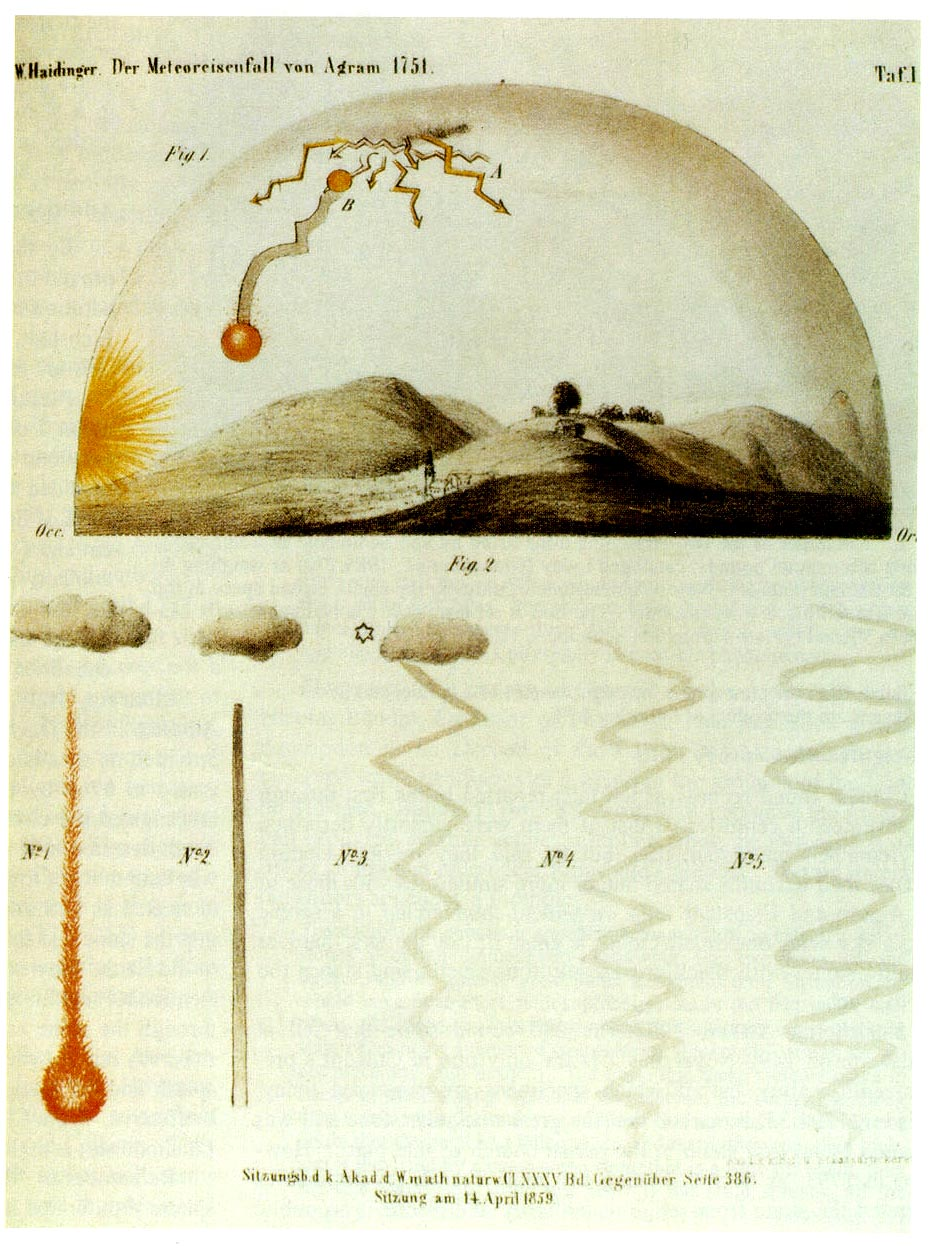
A hraschinai meteorithullás korabeli rajza, melyet Szigetváron készítettek 1751-ben.

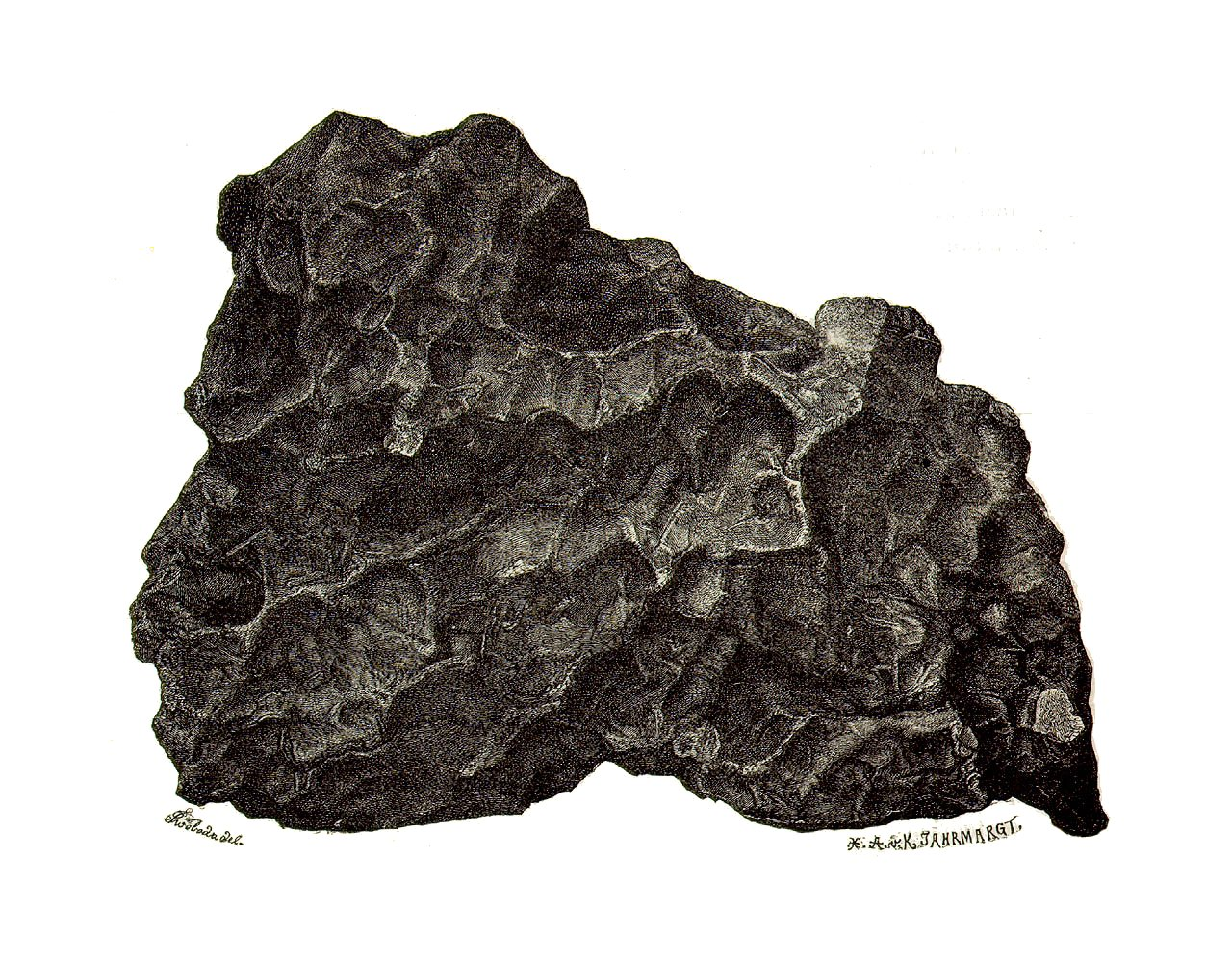
A Hraschina vasmeteorit egyik hullott darabja.

Vasmeteoritoknak a túlnyomórészt nikkel-vas ötvözetekből álló meteoritokat nevezzük.

## Előfordulásuk
Bár a kőmeteoritokhoz képest igen ritkák, kb. a megfigyelt meteoritok 5,7%-át teszik ki, a meteorit-gyűjteményekben ennél jóval nagyobb arányban fordulnak elő.
Ennek több oka van:
- A kőmeteoritokkal ellentétben még laikusok számára is könnyen felismerhetők. A napjainkban folyó meteoritkutatások a sivatagokban és a Déli-sarkvidéken sokkal reprezentatívabb mintával szolgálnak.
- Az időjárásnak sokkal jobban ellenállnak.
- A légkörbe való belépést nagyobb eséllyel élik túl és jobban ellenállnak az ilyenkor fellépő párolgásnak, így nagyobb az esély, hogy jelentősebb darabra bukkanjanak.

Voltaképp a vasmeteoritok adják az összes ismert meteorit 90%-át, megközelítőleg összesen 500 tonnát. Valamennyi ismert nagyobb meteorit ebből a fajtából származik, köztük a legnagyobb, a Hoba meteorit is.

## Eredetük
A vasmeteoritok többsége M típusú aszteroidákból származik, melyek olyan nagyobb ősi aszteroidák magjának maradványai, melyeket becsapódások törtek szét. Jelentős kivétel ez alól a IIE kémiai osztályú vasmeteorit, amely feltehetően a 6 Hebe S típusú kisbolygó kérgéből származik.
Kémiai és izotópelemzések azt mutatják, hogy legalább ötven különböző égitestből származnak. Ez azt jelzi, hogy korábban legalább ennyi nagy aszteroida létezett az kisbolygóövben – sokkal több, mint napjainkban.

## Osztályozásuk
Kétféle osztályozásukat használják.
A régebbi szerkezeti osztályozás a relatív nikkel- és vastartalom alapján történik, melyet polírozás és savval való maratás után lehet megállapítani. A kategóriák:
- Hexahedritek (alacsony nikkeltartalom)
- Oktahedritek (közepestől magas nikkeltartalom), ez a leggyakoribb
- Ataxitok (nagyon magas nikkeltartalom), ritka

Az oktahedritek tovább osztályozhatók a Widmanstätten mintájuk alapján.
Egy újabb kémiai osztályozás, mely a nyomelemek arányán alapul, osztályokba sorolja a vasmeteoritokat. Ezen osztályok különféle aszteroidákhoz tartoznak, amelyekből az adott osztályba sorolt meteoritok keletkezhettek.
- IAB vasmeteorit
- IC vasmeteorit
- IIAB vasmeteorit
- IIC vasmeteorit
- IID vasmeteorit
- IIE vasmeteorit
- IIG vasmeteorit
- IIF vasmeteorit
- IIIAB vasmeteorit
- IIICD vasmeteorit
- IIIE vasmeteorit
- IIIF vasmeteorit
- IVA vasmeteorit
- IVB vasmeteorit
- Besorolatlan meteoritok. Valójában ez egy több, mint 100 meteoritból álló jelentős gyűjtemény (az összes vasmeteorit mintegy 15%-a), melyek nem illenek egyetlen, fent említett nagyobb kategóriába sem és körülbelül 50 különféle égitestből származnak.

## Nevezetesebb magyarországi vasmeteoritok
A három legnevezetesebb magyarországi vasmeteorit Hrasina, Lénártó és Kaposfüred közelében csapódott be.
- Az első, Magyarországhoz is kapcsolódó vasmeteorit a Hrasinai meteorit. A hullás 1751. május 26-án este 6 órakor történt Zágrábtól északra a Hrasina nevű község határán, vasárnapi napon, a sétáló közönség szeme láttára. A hrasinai hullás azért jelentős, mert a két első európai olyan meteorithullás volt, melynek alapján a meteoritika tudománya kifejlődött. Ebben a fejlődésben mérföldkő E. F. F. Chladni könyvének a megjelenése. Ebben több hullást is leír igen részletesen, köztük a hraschinait. Ez azért is különösen fontos, mert a hrasinai hullásról nemcsak leírás, hanem korabeli rajz is fennmaradt. Ezen megfigyelhető a kis felhő, amelyből a tűzgolyó előtör, a villámok, amelyek a felhőből villannak szét és a közeledve tűzcsóvákat vető tűzgolyó is. Ennek a meteoritnak a kisebbik fele számtalan részre darabolva, Európa több múzeumába került, egy 2,8 kg-os darab pedig a bécsi császári múzeumba (ma Naturhistorisches Museum). A bécsi múzeum őre, Paul Partsch és báró Brudern József ebből a meteorit darabból késeket és kardokat készíttetett, melyek mintázata hasonló lett a damaszkuszi acélból készült kardok mintázatához.
- Sáros vármegye szekcsői járásában, 1814-ben Lénártó falura meteoriteső hullott, a lénártói meteorit 108,6 kilogramm tömegű megtalált darabjai a Magyar Nemzeti Múzeumba kerültek és ma is ott láthatók. Ekkor jegyzik fel először az IA típusú vasmeteoritot. Scott és Wasson 1976-os cikkében azonban már IIIA típusként említi a Lénártót a nikkel-, gallium-, germánium- és irídiumtartalom alapján.
- A kaposfüredi vasmeteorit 1995-ben hullott le Somogy megyében, Kaposfüreden. A mintegy 2,5 kilogramm tömegű vasmeteorit a kaposfüredi plébános kertjében az é. sz. 46° 24′ 47″, k. h. 17° 46′ 45″46.413186°N 17.779247°E koordinátán esett le.

## A vasmeteoritok szerepe egy átfogó kis-égitest fejlődéstörténetben
Érdemes az egyes meteorittípusokra úgy gondolni, mint egy öves égitest egyes rétegeire. Ilyen rétegek azokon a nagyobb tömegű kisbolygókon alakulhattak ki, amelyek a radioaktív elemek bomlása során keletkező hőtől fokozatosan felmelegedtek és részlegesen meg is olvadtak, majd differenciálódtak. Ebben a folyamatban az egyes kis-égitestek különböző fázisokig jutottak el. Másrészt a kis-égitesten belüli tartományok is átmeneteket képeznek. Ilyen átmeneti tartomány töredékei a kő-vas meteoritok: a pallazit és a mezosziderit. A pallazitokban a vas folytonos tartományt képez és csak kis szemcsék formájában ül a vasban néhány olivin- vagy piroxénkristály.

## Külső hivatkozások
- A kaposfüredi meteorit azonosítása
- Ursula B. Marvin (2007): Ernst Florens Friedrich Chladni (1756-1827) and the origins of modern meteorite research. Meteoritics and Planetary Science, 42, 2007 Spet. pp. B68.